# コホモロジー
数学、とくにホモロジー論と代数トポロジーにおいて、コホモロジー (cohomology) とはコチェイン複体から定義されるアーベル群の列を意味する一般的な用語である。つまり、コホモロジーはコチェイン、コサイクル、そしてコバウンダリの抽象的な研究として定義される。コホモロジーは、代数的不変量を、ホモロジーがもっているよりも洗練された代数的構造をもつ位相空間に割り当てる手法と見ることができる。コホモロジーはホモロジーの構成の代数的な双対から生じる。より抽象的でない言葉で言えば、基本的な意味でのコチェインは'量'をホモロジー論のチェインに割り当てる。
位相幾何学におけるその起源から、このアイデアは20世紀後半の数学において主要な手法となった。チェインについての位相的不変関係としてのホモロジーの最初の考えから、ホモロジーとコホモロジーの理論の応用の範囲は幾何学と抽象代数学に渡って拡がった。その名称によって、コホモロジー、反変理論、の方がホモロジーよりも多くの応用において自然なものであるという事実が隠されがちである。基本的なレベルではこれは幾何学的な状況において関数と引き戻しを扱う。空間 X と Y、そして Y 上のある種の関数 F が与えられたとすると、任意の写像 f : X → Y に対して、f との合成は X 上の関数 F o f を引き起こす。コホモロジー群はまたしばしば自然な積、カップ積をもっており、環の構造を与える。この特徴のために、コホモロジーはホモロジーよりも強い不変量である。ホモロジーでは区別できないある種の代数的対象をコホモロジーでは区別可能なのである。

## 定義
代数トポロジーにおいて、空間のコホモロジー群は次のように定義できる（Hatcher を参照）。位相空間 X が与えられたとき、チェイン複体
{\displaystyle \cdots \rightarrow C_{n}{\stackrel {\partial _{n}}{\rightarrow }}\ C_{n-1}\rightarrow \cdots }
を、特異ホモロジー（あるいは単体的ホモロジー）の定義でのように、考えよ。ここで、Cn は X における特異 n-単体の形式的線型結合で生成される自由アーベル群であり、∂n は n 次バウンダリ作用素である。
さて各 Cn をその双対空間 C*n = Hom(Cn, G) で置き換え、∂n を転置
{\displaystyle \delta ^{n}\colon C_{n-1}^{*}\rightarrow C_{n}^{*}}
で置き換えて、コチェイン複体
{\displaystyle \cdots \leftarrow C_{n}^{*}{\stackrel {\delta ^{n}}{\leftarrow }}\ C_{n-1}^{*}\leftarrow \cdots }
を得る。するとG に係数をもつ n 次コホモロジー群 (the nth cohomology group with coefficients in G) が Ker(δn+1)/Im(δn) で定義され、Hn(C; G) と表記される。C*n の元は G に係数をもつ特異 n-コチェイン (singular n-cochain) と呼ばれ、δn はコバウンダリ作用素 (coboundary operator) と呼ばれる。Ker(δn+1), Im(δn) の元はそれぞれ コサイクル (cocycle)、コバウンダリ (coboundary) と呼ばれる。
上記の定義は、特異ホモロジーで用いられる複体に限らず、一般のチェイン複体に対しても適用可能なことに注意しよう。一般コホモロジー群の研究はホモロジー代数学の発達の主要な動機であった。そしてそれ以来、広く様々な設定における応用が見つかってきた（下記参照）。
C*n-1 の元 φ が与えられると、転置の性質から C*n の元として {\displaystyle \delta ^{n}(\varphi )=\varphi \circ \partial _{n}} であることが従う。この事実を使うとコホモロジーとホモロジー群の関連付けを以下のように使える。Ker(δn) のすべての元 φ は ∂n の像を含む核をもつ。なので φ を Ker(∂n−1) に制限することができ、∂n の像による商をとり Hom(Hn, G) の元 h(φ) を得る。φ が δn−1 の像にも含まれていれば、h(φ) は 0 である。なので Ker(δn) による商をとることができ、次の準同型を得る。
{\displaystyle h:H^{n}(C;G)\rightarrow {\text{Hom}}(H_{n}(C),G).}
この写像 h は全射であり次の分裂短完全列があることを証明できる。
{\displaystyle 0\rightarrow \ker h\rightarrow H^{n}(C;G){\stackrel {h}{\rightarrow }}{\text{Hom}}(H_{n}(C),G)\rightarrow 0.}

## 歴史
コホモロジーは現代の代数トポロジーにおいて基本的であるが、その重要性はホモロジーの発展後の約40年間は認識されていなかった。
Henri Poincaré は彼のポワンカレ双対定理の証明において　双対セル構造 の概念を用いたが、それはコホモロジーのアイデアの起源を含んでいた。しかしこのことは後になって分かった。
コホモロジーには様々な前身があった。1920年代中ごろ、J. W. Alexanderと Solomon Lefschetz は多様体上のサイクルの交叉理論を作った。n 次元多様体 M において、共通部分が空でない p-サイクルと q-サイクルは、一般の位置にあれば、共通部分 (p + q − n)-サイクルをもつ。これによってホモロジー類の積を定義することができる。
Hp(M) × Hq(M) → Hp+q−n(M).
Alexanderは1930年までに最初のコチェインの概念を、Xp+1 における対角線の小さい近傍に関連がある空間 X 上の p-コチェインに基づいて、定義していた。
1931年に、Georges de Rhamはホモロジーと外微分形式を関連付けて、ド・ラームの定理を証明した。この結果は今ではコホモロジーの言葉でより自然に解釈して理解される。
1934年に、Lev Pontryagin はポントリャーギンの双対定理を証明した。これは位相群に関する結果である。これは（いくらか特別なケースとして）群指標の言葉によるポワンカレ双対とアレクサンダー双対の解釈を提供した。
モスクワの1935年のコンフェレンスで、Andrey Kolmogorov と Alexander の両者は、コホモロジーを導入してコホモロジーの積の構造を構成しようと試みた。
1936年、Norman Steenrodは Čech ホモロジーを双対化することによって Čech コホモロジーを構成する論文を出版した。
1936年から1938にかけて、Hassler Whitneyと Eduard Čechはカップ積（コホモロジーを次数環にする）とキャップ積を発展させ、ポワンカレ双対がキャップ積の言葉で述べられることを理解した。彼らの理論はまだ有限セル複体に制限されていた。
1944年、Samuel Eilenberg は技術的な制限を克服し、 特異ホモロジーとコホモロジーの現代的な定義を与えた。
1945年、Eilenberg と Steenrod は公理を述べ、ホモロジーやコホモロジーの理論を定義した。彼らの1952年の本 Foundations of Algebraic Topology において、彼らは存在するホモロジーとコホモロジーの理論は確かに彼らの公理を満たすことを証明した。
1948年、Edwin Spanierは Alexander と Kolmogorov の仕事をもとにして Alexander–Spanier コホモロジーを発達させた。

## コホモロジー論

### アイレンバーグ–スティーンロッド理論
コホモロジー論 (cohomology theory) は位相空間と連続関数のペアの圏（あるいはCW複体の圏のような圏の部分圏）からアーベル群と群準同型の圏へのEilenberg-Steenrod の公理を満たす反変関手の一群である。
この意味でのいくつかのコホモロジー理論は：
- 単体的コホモロジー（英語版）
- 特異コホモロジー
- de Rham コホモロジー
- Čech コホモロジー（英語版）

### 公理と一般化されたコホモロジー論
コホモロジー群を定義する方法には様々なものがある（例えば特異コホモロジー、Čech コホモロジー、Alexander–Spanier コホモロジー、あるいは層係数コホモロジー）。これらはいくつかの奇妙な空間に対しては異なる答えを与えるが、それがすべて一致するような空間の大きなクラスが存在する。これは公理的に最も容易に理解される。Eilenberg–Steenrod の公理として知られている性質のリストがあり、それらの性質を共有する任意の2つの構成は少なくとも例えばすべての有限CW複体において一致する。
公理の1つはいわゆる次元公理である。P がただ1つの点であれば、すべての n ≠ 0 に対して Hn(P) = 0 であり、H0(P) = Z である。次元 0 に任意のアーベル群 A を許すことによって少し一般化することができるが、非零次元において群は自明であることをなお主張する。これらの公理を満たす群の系は本質的に1つしかないことが再びわかる。これは {\displaystyle H_{*}(X;A)} と表記される。各群 Hk(X) がある rk ∈ Nに対して Zrk と同型であるようなよくあるケースにおいて、単に {\displaystyle H_{k}(X;A)=A^{r_{k}}} である。一般に、Hk(X) と {\displaystyle H_{k}(X;A)} の間の関係はほんの少しだけ複雑で、再び普遍係数定理によってコントロールされる。
さらに重要なことには、次元公理を完全に落とすことができる。すべての他の公理を満たす群を定義する異なる方法がたくさんある。例えば次のものがある。
- 安定ホモトピー群（英語版） {\displaystyle \pi _{k}^{S}(X)}
- コボルディズム群の様々な異なるバージョン。{\displaystyle MO_{*}(X),MSO_{*}(X),MU_{*}(X)} など。このうち最後（complex cobordism として知られている）は特に重要である。Daniel Quillen による定理によって形式群（英語版）の理論とつながりがあるためである。
- K-理論の様々な異なるバージョン。{\displaystyle KO_{*}(X)}（実周期的 K-理論）、{\displaystyle kO_{*}(X)}（実 connective）、{\displaystyle KU_{*}(X)}（複素周期的）、{\displaystyle kU_{*}(X)}（複素 connective）など。
- Brown–Peterson ホモロジー（英語版）、Morava K-理論（英語版）、Morava E-理論、そして形式群の代数を使って定義される他の理論。
- 楕円ホモロジー（英語版）の様々なバージョン。

これらは一般化されたホモロジー論 (generalised homology theories) と呼ばれる。それらは普通のホモロジーよりもはるかに多くの情報をもっているが、計算するのは大変なことがしばしばある。それらの研究は（Brown の表現可能性定理によって）安定ホモトピーに強く結びついている。
コホモロジー論 E は {\displaystyle E^{*}(X)} が次数環であるときに乗法的 (multiplicative) という。

### 他のコホモロジー論
より広い意味でのコホモロジーの理論は以下を含む
。
- André–Quillen コホモロジー（英語版）
- BRST コホモロジー（英語版）
- Bonar–Claven コホモロジー（英語版）
- 有界コホモロジー（英語版）
- 連接層コホモロジー（英語版）
- 結晶コホモロジー（英語版）
- 巡回コホモロジー（英語版）
- Deligne コホモロジー（英語版）
- Dirac コホモロジー（英語版）
- エタールコホモロジー
- 平坦コホモロジー（英語版）
- Galois コホモロジー
- Gel'fand–Fuks コホモロジー（英語版）
- 群コホモロジー
- Harrison コホモロジー（英語版）
- Hochschild コホモロジー（英語版）
- 交叉コホモロジー（英語版）
- Khovanov ホモロジー
- Lie環コホモロジー
- 局所コホモロジー（英語版）
- motivic コホモロジー（英語版）
- 非アーベルコホモロジー（英語版）
- perverse コホモロジー（英語版）
- 量子コホモロジー
- Schur コホモロジー（英語版）
- Spencer コホモロジー（英語版）
- 位相的 André–Quillen コホモロジー（英語版）
- 位相的巡回コホモロジー（英語版）
- 位相的 Hochschild コホモロジー（英語版）
- Γコホモロジー（英語版）